# Милушин
Милу́шин — село в Україні, у Луцькому районі Волинської області. Входить до складу Луцької міської громади. Населення становить 218 осіб.
12 червня 2020 року, згідно з розпорядженням Кабінету Міністрів України  № 708-р, село увійшло до складу Луцької міської громади.

## Географія
Село розташоване на лівому березі річки Стир.

## Населення
Згідно з переписом УРСР 1989 року чисельність наявного населення села становила 183 особи, з яких 86 чоловіків та 97 жінок.
За переписом населення України 2001 року в селі мешкало 213 осіб.

### Мова
Розподіл населення за рідною мовою за даними перепису 2001 року:
| Мова       | Відсоток |
| ---------- | -------- |
| українська | 98,62 %  |
| російська  | 1,38 %   |